# Grand Prix Kanady 2012
Grand Prix Kanady 2012 (oficjalnie Grand Prix du Canada 2012) – siódma runda Mistrzostw Świata Formuły 1 w sezonie 2012.

## Lista startowa
| Nr | Kierowca           | Zespół                        | Samochód          | Silnik               | Opony |
| -- | ------------------ | ----------------------------- | ----------------- | -------------------- | ----- |
| 1  | Sebastian Vettel   | Red Bull Racing               | Red Bull RB8      | Renault RS27-2012    | P     |
| 2  | Mark Webber        | Red Bull Racing               | Red Bull RB8      | Renault RS27-2012    | P     |
| 3  | Jenson Button      | Vodafone McLaren Mercedes     | McLaren MP4-27    | Mercedes-Benz FO108Y | P     |
| 4  | Lewis Hamilton     | Vodafone McLaren Mercedes     | McLaren MP4-27    | Mercedes-Benz FO108Y | P     |
| 5  | Fernando Alonso    | Scuderia Ferrari              | Ferrari F2012     | Ferrari 056          | P     |
| 6  | Felipe Massa       | Scuderia Ferrari              | Ferrari F2012     | Ferrari 056          | P     |
| 7  | Michael Schumacher | Mercedes AMG Petronas F1 Team | Mercedes F1 W03   | Mercedes-Benz FO108Y | P     |
| 8  | Nico Rosberg       | Mercedes AMG Petronas F1 Team | Mercedes F1 W03   | Mercedes-Benz FO108Y | P     |
| 9  | Kimi Räikkönen     | Lotus F1 Team                 | Lotus E20         | Renault RS27-2012    | P     |
| 10 | Romain Grosjean    | Lotus F1 Team                 | Lotus E20         | Renault RS27-2012    | P     |
| 11 | Paul di Resta      | Sahara Force India F1 Team    | Force India VJM05 | Mercedes-Benz FO108Y | P     |
| 12 | Nico Hülkenberg    | Sahara Force India F1 Team    | Force India VJM05 | Mercedes-Benz FO108Y | P     |
| 14 | Kamui Kobayashi    | Sauber F1 Team                | Sauber C31        | Ferrari 056          | P     |
| 15 | Sergio Pérez       | Sauber F1 Team                | Sauber C31        | Ferrari 056          | P     |
| 16 | Daniel Ricciardo   | Scuderia Toro Rosso           | Toro Rosso STR7   | Ferrari 056          | P     |
| 17 | Jean-Éric Vergne   | Scuderia Toro Rosso           | Toro Rosso STR7   | Ferrari 056          | P     |
| 18 | Pastor Maldonado   | Williams F1                   | Williams FW34     | Renault RS27-2012    | P     |
| 19 | Bruno Senna        | Williams F1                   | Williams FW34     | Renault RS27-2012    | P     |
| 20 | Heikki Kovalainen  | Caterham F1 Team              | Caterham CT01     | Renault RS27-2012    | P     |
| 21 | Witalij Pietrow    | Caterham F1 Team              | Caterham CT01     | Renault RS27-2012    | P     |
| 22 | Pedro de la Rosa   | HRT F1 Team                   | HRT F112          | Cosworth CA2012      | P     |
| 23 | Narain Karthikeyan | HRT F1 Team                   | HRT F112          | Cosworth CA2012      | P     |
| 24 | Timo Glock         | Marussia F1                   | Marussia MR01     | Cosworth CA2012      | P     |
| 25 | Charles Pic        | Marussia F1                   | Marussia MR01     | Cosworth CA2012      | P     |
| Nr | Kierowca           | Zespół                        | Samochód          | Silnik               | Opony |

## Wyniki

### Sesje treningowe
| Sesja | Nr | Kierowca         | Konstruktor      | Czas     | Okr. |
| ----- | -- | ---------------- | ---------------- | -------- | ---- |
| 1     | 4  | Lewis Hamilton   | McLaren-Mercedes | 1:15,564 | 30   |
| 2     | 4  | Lewis Hamilton   | McLaren-Mercedes | 1:15,259 | 43   |
| 3     | 1  | Sebastian Vettel | Red Bull-Renault | 1:14,442 | 22   |

### Kwalifikacje
Źródło: Wyprzedź Mnie!
| Poz. | Nr | Kierowca           | Konstruktor          | Q1       | Q2       | Q3       | Poz. s. |
| --- | --- | ------------------ | -------------------- | -------- | -------- | -------- | ------- |
| 1 | 1 | Sebastian Vettel   | Red Bull-Renault     | 1:14,661 | 1:14,187 | 1:13,784 | 1       |
| 2 | 4 | Lewis Hamilton     | McLaren-Mercedes     | 1:14,891 | 1:14,371 | 1:14,087 | 2       |
| 3 | 5 | Fernando Alonso    | Ferrari              | 1:14,916 | 1:14,314 | 1:14,151 | 3       |
| 4 | 2 | Mark Webber        | Red Bull-Renault     | 1:14,956 | 1:14,479 | 1:14,346 | 4       |
| 5 | 8 | Nico Rosberg       | Mercedes             | 1:15,098 | 1:14,568 | 1:14,411 | 5       |
| 6 | 6 | Felipe Massa       | Ferrari              | 1:15,194 | 1:14,641 | 1:14,465 | 6       |
| 7 | 10 | Romain Grosjean    | Lotus-Renault        | 1:15,163 | 1:14,627 | 1:14,645 | 7       |
| 8 | 11 | Paul di Resta      | Force India-Mercedes | 1:15,019 | 1:14,639 | 1:14,705 | 8       |
| 9 | 7 | Michael Schumacher | Mercedes             | 1:14,892 | 1:14,480 | 1:14,812 | 9       |
| 10 | 3 | Jenson Button      | McLaren-Mercedes     | 1:14,799 | 1:14,680 | 1:15,182 | 10      |
| 11 | 14 | Kamui Kobayashi    | Sauber-Ferrari       | 1:15,101 | 1:14,688 | –        | 11      |
| 12 | 9 | Kimi Räikkönen     | Lotus-Renault        | 1:14,995 | 1:14,734 | –        | 12      |
| 13 | 12 | Nico Hülkenberg    | Force India-Mercedes | 1:15,106 | 1:14,748 | –        | 13      |
| 14 | 16 | Daniel Ricciardo   | Toro Rosso-Ferrari   | 1:15,552 | 1:15,078 | –        | 14      |
| 15 | 15 | Sergio Pérez       | Sauber-Ferrari       | 1:15,326 | 1:15,156 | –        | 15      |
| 16 | 19 | Bruno Senna        | Williams-Renault     | 1:14,995 | 1:15,170 | –        | 16      |
| 17 | 18 | Pastor Maldonado   | Williams-Renault     | 1:14,979 | 1:15,231 | –        | 22      |
| 18 | 20 | Heikki Kovalainen  | Caterham-Renault     | 1:16,263 | –        | –        | 17      |
| 19 | 21 | Witalij Pietrow    | Caterham-Renault     | 1:16,482 | –        | –        | 18      |
| 20 | 17 | Jean-Éric Vergne   | Toro Rosso-Ferrari   | 1:16,602 | –        | –        | 19      |
| 21 | 22 | Pedro de la Rosa   | HRT-Cosworth         | 1:17,492 | –        | –        | 20      |
| 22 | 24 | Timo Glock         | Marussia-Cosworth    | 1:17,901 | –        | –        | 21      |
| 23 | 25 | Charles Pic        | Marussia-Cosworth    | 1:18,255 | –        | –        | 23      |
| 24 | 23 | Narain Karthikeyan | HRT-Cosworth         | 1:18,330 | –        | –        | 24      |
| Poz. | Nr | Kierowca           | Konstruktor          | Q1       | Q2       | Q3       | Poz. s. |
| \| Legenda \| Legenda \| \| ------------------------ \| ---------------------------------------------------------------------------------------------------------------------------------------------------------------------------------------------------------------------------------------------------------------- \| \| Poz. Nr Q1 Q2 Q3 Poz. s. \| Pozycja zajęta w sesji kwalifikacyjnej Numer startowy kierowcy Wynik uzyskany w pierwszej części kwalifikacji Wynik uzyskany w drugiej części kwalifikacji Wynik uzyskany w trzeciej części kwalifikacji Pozycja startowa po uwzględnięniu kar, przesunięć, itp. \| | |                    |                      |          |          |          |         |
| Legenda | |                    |                      |          |          |          |         |
| Poz. Nr Q1 Q2 Q3 Poz. s. | Pozycja zajęta w sesji kwalifikacyjnej Numer startowy kierowcy Wynik uzyskany w pierwszej części kwalifikacji Wynik uzyskany w drugiej części kwalifikacji Wynik uzyskany w trzeciej części kwalifikacji Pozycja startowa po uwzględnięniu kar, przesunięć, itp. |                    |                      |          |          |          |         |

### Wyścig

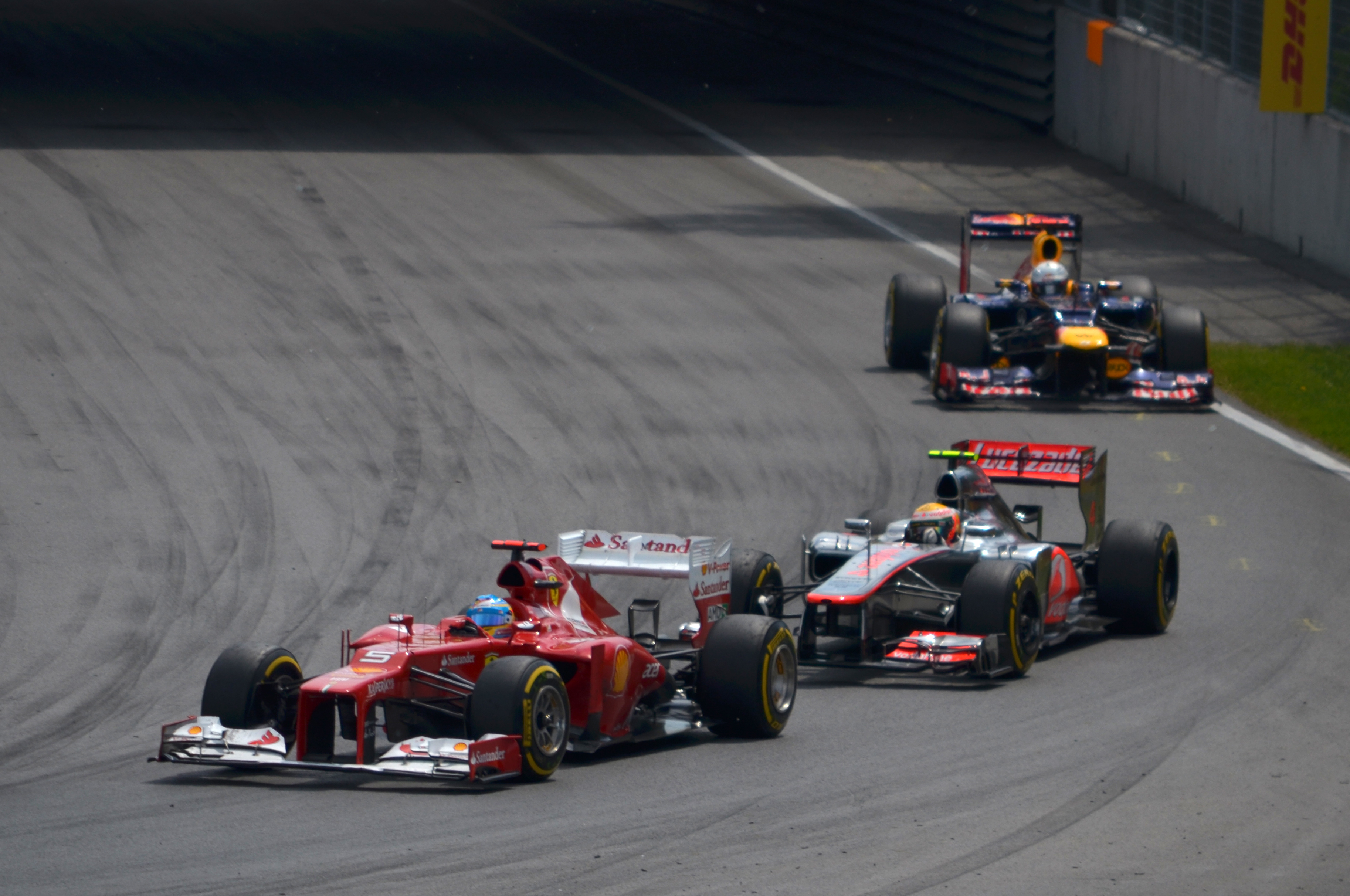
Fernando Alonso, Lewis Hamilton i Sebastian Vettel podczas 20 okrążenia w wyścigu

Źródło: Wyprzedź Mnie!
| P                 | + / –     | Nr | Kierowca           | Konstruktor          | Okr. | Czas / Strata    | Komentarz |
| ----------------- | --------- | -- | ------------------ | -------------------- | ---- | ---------------- | --------- |
| 1                 | 1         | 4  | Lewis Hamilton     | McLaren-Mercedes     | 70   | 1h32m29,586      |           |
| 2                 | 5         | 10 | Romain Grosjean    | Lotus-Renault        | 70   | +0:02,513        |           |
| 3                 | 12        | 15 | Sergio Pérez       | Sauber-Ferrari       | 70   | +0:05,260        |           |
| 4                 | 3         | 1  | Sebastian Vettel   | Red Bull-Renault     | 70   | +0:07,295        |           |
| 5                 | 2         | 5  | Fernando Alonso    | Ferrari              | 70   | +0:13,411        |           |
| 6                 | 1         | 8  | Nico Rosberg       | Mercedes             | 70   | +0:13,842        |           |
| 7                 | 3         | 2  | Mark Webber        | Red Bull-Renault     | 70   | +0:15,085        |           |
| 8                 | 4         | 9  | Kimi Räikkönen     | Lotus-Renault        | 70   | +0:15,567        |           |
| 9                 | 2         | 14 | Kamui Kobayashi    | Sauber-Ferrari       | 70   | +0:24,432        |           |
| 10                | 4         | 6  | Felipe Massa       | Ferrari              | 70   | +0:25,272        |           |
| 11                | 3         | 11 | Paul di Resta      | Force India-Mercedes | 70   | +0:37,693        |           |
| 12                | 1         | 12 | Nico Hülkenberg    | Force India-Mercedes | 70   | +0:46,236        |           |
| 13                | 9         | 18 | Pastor Maldonado   | Williams-Renault     | 70   | +0:47,052        |           |
| 14                | Bez zmian | 16 | Daniel Ricciardo   | Toro Rosso-Ferrari   | 70   | +1:04,475        |           |
| 15                | 4         | 17 | Jean-Éric Vergne   | Toro Rosso-Ferrari   | 69   | +1 okr. (1 okr.) | [ a ]     |
| 16                | 6         | 3  | Jenson Button      | McLaren-Mercedes     | 69   | +1 okr. (05,184) |           |
| 17                | 1         | 19 | Bruno Senna        | Williams-Renault     | 69   | +1 okr. (01,428) |           |
| 18                | 1         | 20 | Heikki Kovalainen  | Caterham-Renault     | 69   | +1 okr. (13,088) |           |
| 19                | 1         | 21 | Witalij Pietrow    | Caterham-Renault     | 69   | +1 okr. (04,597) |           |
| 20                | 3         | 25 | Charles Pic        | Marussia-Cosworth    | 67   | +3 okr. (2 okr.) |           |
| Niesklasyfikowani |           |    |                    |                      |      |                  |           |
|                   |           | 24 | Timo Glock         | Marussia-Cosworth    | 56   | hamulce          |           |
|                   |           | 7  | Michael Schumacher | Mercedes             | 43   | DRS/hydraulika   |           |
|                   |           | 22 | Pedro de la Rosa   | HRT-Cosworth         | 24   | hamulce          |           |
|                   |           | 23 | Narain Karthikeyan | HRT-Cosworth         | 22   | hamulce          |           |
| P                 | + / –     | Nr | Kierowca           | Konstruktor          | Okr. | Czas / Strata    | Komentarz |

### Najszybsze okrążenie
Źródło: Wyprzedź Mnie!
| Nr | Kierowca         | Konstruktor | Czas     | Okr. |
| -- | ---------------- | ----------- | -------- | ---- |
| 1  | Sebastian Vettel | Red Bull    | 1:15,752 | 70   |

## Prowadzenie w wyścigu
| Nr                              | Kierowca         | Okrążenia           | Suma |
| ------------------------------- | ---------------- | ------------------- | ---- |
| 4                               | Lewis Hamilton   | 15-16, 20-49, 63-70 | 37   |
| 1                               | Sebastian Vettel | 1-15                | 15   |
| 5                               | Fernando Alonso  | 16-19, 49-63        | 17   |
| 10                              | Romain Grosjean  | 19-20               | 1    |
| \| Wykres \| \| ------ \| \| \| |                  |                     |      |
| Wykres                          |                  |                     |      |
|                                 |                  |                     |      |

## Klasyfikacja po wyścigu

### Kierowcy
| P  | +/− | Kierowca           | Starty | Punkty | P1 | P2 | P3 | PP | NO | NS |
| -- | --- | ------------------ | ------ | ------ | -- | -- | -- | -- | -- | -- |
| 1  | +3  | Lewis Hamilton     | 7      | 88     | 1  | –  | 3  | 2  | –  | –  |
| 2  | −1  | Fernando Alonso    | 7      | 86     | 1  | 1  | 1  | –  | –  | –  |
| 3  | −1  | Sebastian Vettel   | 7      | 85     | 1  | 1  | –  | 2  | 2  | –  |
| 4  | −1  | Mark Webber        | 7      | 79     | 1  | –  | –  | 1  | –  | –  |
| 5  | 0   | Nico Rosberg       | 7      | 67     | 1  | 1  | –  | 1  | –  | –  |
| 6  | 0   | Kimi Räikkönen     | 7      | 55     | –  | 1  | 1  | –  | 1  | –  |
| 7  | +1  | Romain Grosjean    | 7      | 53     | –  | 1  | 1  | –  | 1  | 3  |
| 8  | −1  | Jenson Button      | 7      | 45     | 1  | 1  | –  | –  | 1  | –  |
| 9  | +1  | Sergio Pérez       | 7      | 37     | –  | 1  | 1  | –  | 1  | 1  |
| 10 | −1  | Pastor Maldonado   | 7      | 29     | 1  | –  | –  | 1  | –  | 2  |
| 11 | +1  | Kamui Kobayashi    | 7      | 21     | –  | –  | –  | –  | 1  | 2  |
| 12 | −1  | Paul di Resta      | 7      | 21     | –  | –  | –  | –  | –  | –  |
| 13 | 0   | Bruno Senna        | 7      | 15     | –  | –  | –  | –  | –  | 1  |
| 14 | 0   | Felipe Massa       | 7      | 11     | –  | –  | –  | –  | –  | 1  |
| 15 | 0   | Nico Hülkenberg    | 7      | 7      | –  | –  | –  | –  | –  | 1  |
| 16 | 0   | Jean-Éric Vergne   | 7      | 4      | –  | –  | –  | –  | –  | –  |
| 17 | 0   | Daniel Ricciardo   | 7      | 2      | –  | –  | –  | –  | –  | 1  |
| 18 | 0   | Michael Schumacher | 7      | 2      | –  | –  | –  | –  | –  | 5  |
| 19 | 0   | Heikki Kovalainen  | 7      | 0      | –  | –  | –  | –  | –  | 1  |
| 20 | 0   | Timo Glock         | 7      | 0      | –  | –  | –  | –  | –  | 1  |
| 21 | 0   | Charles Pic        | 7      | 0      | –  | –  | –  | –  | –  | 3  |
| 22 | 0   | Narain Karthikeyan | 6      | 0      | –  | –  | –  | –  | –  | 2  |
| 23 | 0   | Witalij Pietrow    | 7      | 0      | –  | –  | –  | –  | –  | 2  |
| 24 | 0   | Pedro de la Rosa   | 6      | 0      | –  | –  | –  | –  | –  | 2  |
| P  | +/− | Kierowca           | Starty | Punkty | P1 | P2 | P3 | PP | NO | NS |

### Konstruktorzy
| P  | +/− | Konstruktor          | Starty | Punkty | P1 | P2 | P3 | PP | NO | NS |
| -- | --- | -------------------- | ------ | ------ | -- | -- | -- | -- | -- | -- |
| 1  | 0   | Red Bull-Renault     | 14     | 164    | 2  | 1  | –  | 3  | 2  | –  |
| 2  | 0   | McLaren-Mercedes     | 14     | 133    | 2  | 1  | 3  | 2  | 1  | –  |
| 3  | +1  | Lotus-Renault        | 14     | 108    | –  | 2  | 2  | –  | 2  | 3  |
| 4  | −1  | Ferrari              | 14     | 97     | 1  | 1  | 1  | –  | –  | 1  |
| 5  | 0   | Mercedes             | 14     | 69     | 1  | 1  | –  | 1  | –  | 5  |
| 6  | +1  | Sauber-Ferrari       | 14     | 58     | –  | 1  | 1  | –  | 2  | 2  |
| 7  | −1  | Williams-Renault     | 14     | 44     | 1  | –  | –  | 1  | –  | 3  |
| 8  | 0   | Force India-Mercedes | 14     | 28     | –  | –  | –  | –  | –  | 1  |
| 9  | 0   | Toro Rosso-Ferrari   | 14     | 6      | –  | –  | –  | –  | –  | 1  |
| 10 | +1  | Caterham-Renault     | 14     | 0      | –  | –  | –  | –  | –  | 3  |
| 11 | −1  | Marussia-Cosworth    | 14     | 0      | –  | –  | –  | –  | –  | 4  |
| 12 | 0   | HRT-Cosworth         | 12     | 0      | –  | –  | –  | –  | –  | 4  |
| P  | +/− | Konstruktor          | Starty | Punkty | P1 | P2 | P3 | PP | NO | NS |